# Francisco Luís (compositor)
Francisco Luís (Lisboa?, século XVII – Lisboa, 1693) foi um presbítero e compositor português do Barroco.

## Biografia

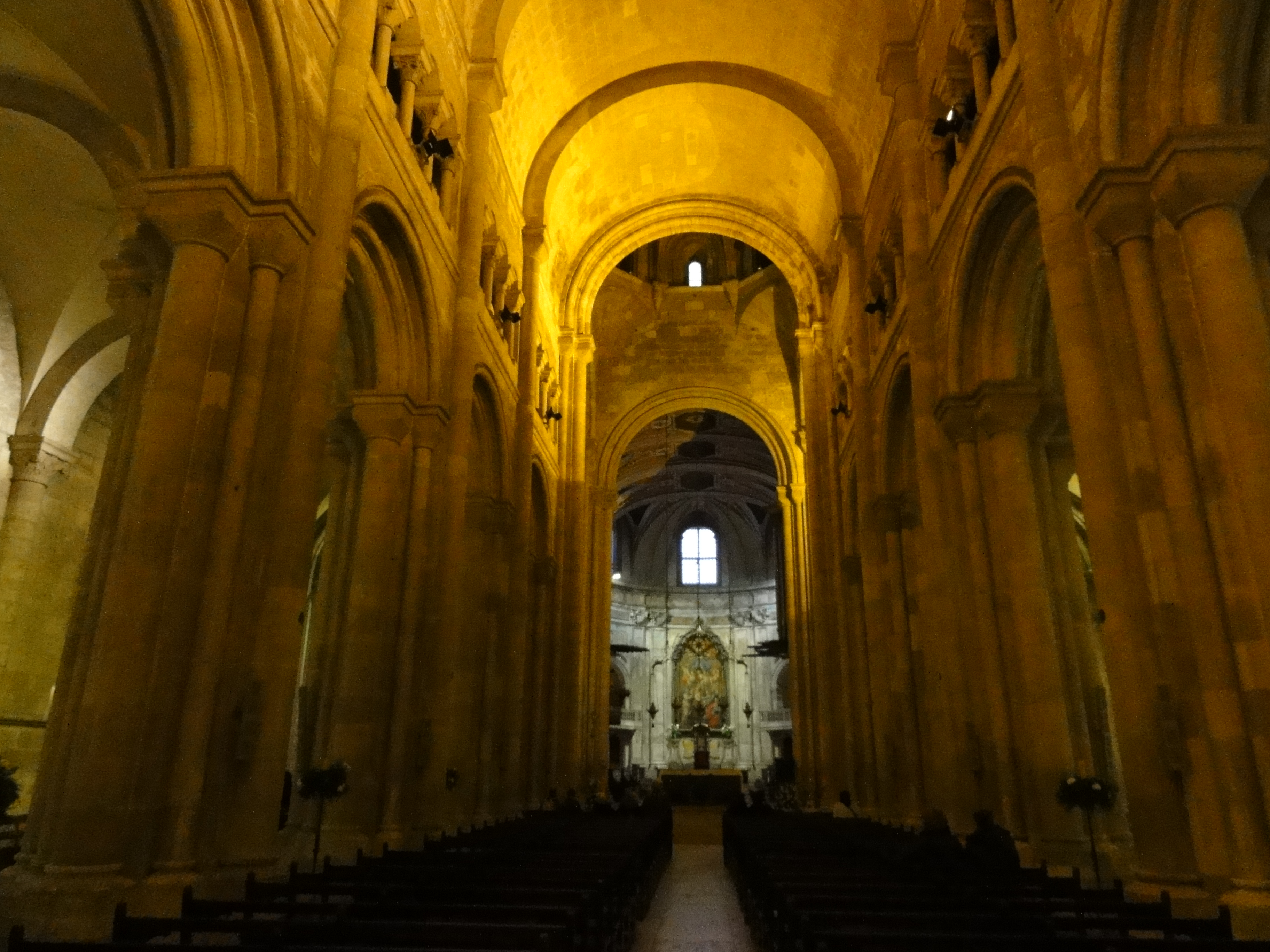
Sé de Lisboa

Francisco Luís nasceu provavelmente na cidade de Lisboa no século XVII. Fez-se presbítero e foi mestre de capela da Sé de Lisboa, compondo salmos, vilancicos e Paixões para o Domingo de Ramos e Sexta-Feira Santa. A sua obra foi bastante popular e espalhou-se por todo o território de Portugal. Morreu em Lisboa no ano de 1693.

## Obra
Os salmos e vilancicos que Francisco Luís compôs foram perdidos; contudo, a suas “Paixões” atingiram popularidade tal que cópias manuscritas dessas obras são praticamente ubíquas no território português e estão presentes também no Brasil. Uma dessas, preservada nos arquivos da Sé de Lisboa tem o título em latim: Passio Domini Nostri Jesu Christi in numeros digesta, alternis que vocibus quatuor decantanda seu potius deffenda.